# Pat Freiermuth
Patrick John „Pat“ Freiermuth (geboren am 25. Oktober 1998 in Newburyport, Massachusetts) ist ein US-amerikanischer American-Football-Spieler auf der Position des Tight Ends. Er spielte College Football für die Pennsylvania State University und steht seit 2021 bei den Pittsburgh Steelers in der National Football League (NFL) unter Vertrag.

## College
Freiermuth ging ab 2013 auf die Pentucket Regional High School in West Newbury, Massachusetts und wechselte vor der Saison 2015 auf die Brooks School in North Andover. Er spielte an der Highschool Football als Linebacker, als Quarterback und als Tight End, zudem war er als Basketballspieler erfolgreich.
Ab 2018 ging Freiermuth auf die Pennsylvania State University und spielte College Football für die Penn State Nittany Lions. Als Freshman kam er in neun von zwölf Partien als Starter zum Einsatz und war mit acht Touchdowns der in dieser Statistik erfolgreichste Freshman der Nittany Lions seit Deon Butler 2005. In der Saison 2019 fing Freiermuth 42 Pässe für 507 Yards, beides jeweils zweitbester Wert seines Teams. Ihm gelangen sieben Touchdowns. In der Spielzeit 2020 kam er nur in vier Partien zum Einsatz, anschließend fehlte er wegen einer Schulterverletzung. Dennoch wurde er in der durch die COVID-19-Pandemie in den Vereinigten Staaten verkürzten Saison in das All-Star-Team der Big Ten Conference gewählt sowie mit dem Kwalick-Clark Big Ten Tight End of the Year als bester Tight End seiner Conference ausgezeichnet. Er fing 23 Pässe für 310 Yards und einen Touchdown. Nach seinem dritten College-Jahr gab Freiermuth seine Anmeldung für den kommenden NFL Draft bekannt. Mit insgesamt 16 Touchdowns stellte er einen neuen Bestwert für Tight Ends an der Pennsylvania State University auf.

## NFL
Freiermuth wurde im NFL Draft 2021 in der zweiten Runde an 55. Stelle von den Pittsburgh Steelers ausgewählt. Zusammen mit Eric Ebron als Co-Starter in seine erste NFL-Spielzeit gegangen konnte er sich im Laufe der Saison zunehmend als Nummer-eins-Tight-End der Steelers etablieren. Er fing in 16 Spielen 60 Pässe für 497 Yards und sieben Touchdowns. In seinem zweiten Jahr in der NFL fing Freiermuth 63 Pässe für 732 Yards Raumgewinn und zwei Touchdowns.

### NFL-Statistiken
| 2021                               | Pittsburgh Steelers | 16 | 9  | 60  | 497  | 8,3  | 24 | 7  | 1 | 1 |
| 2022                               | Pittsburgh Steelers | 16 | 8  | 63  | 732  | 11,6 | 57 | 2  | 0 | 0 |
| 2023                               | Pittsburgh Steelers | 12 | 9  | 32  | 308  | 9,6  | 29 | 2  | 0 | 0 |
| 2024                               | Pittsburgh Steelers | 17 | 11 | 65  | 653  | 10,0 | 30 | 7  | 3 | 2 |
| Total                              | Total               | 61 | 37 | 220 | 2190 | 10,0 | 57 | 18 | 4 | 3 |
| Quelle: pro-football-reference.com |                     |    |    |     |      |      |    |    |   |   |